# منطقه طرطوس
منطقه طرطوس (به عربی: منطقة مرکز طرطوس) یک منطقه در سوریه است که در استان طرطوس واقع شده‌است.

## خصوصیات
منطقه طرطوس ۵۳۶٫۷۱ کیلومترمربع مساحت و ۲۸۳٬۵۷۱ نفر جمعیت دارد.